# Alex Rodrigo Dias da Costa
Alex Rodrigo Dias da Costa (Niterói, 17 de junho de 1982) é um ex-futebolista brasileiro que atuava como zagueiro.

## Carreira

### Início
Alex começou sua carreira nas categorias de base no Juventus-SP, em 2000, onde se destacou. Antes de subir aos profissionais, foi contratado pelo Santos.

### Santos
Em 2001, ainda com 18 anos, transferiu-se para o Santos, onde ficou até o final de 2004. Nesse tempo, atuou ao lado de ídolos do clube como Robinho, Diego, Elano, Renato, Leo e Fábio Costa. Pelo Peixe, Alex foi bicampeão brasileiro em 2002 e 2004, mas ficou conhecido pela dupla de zaga que formou com André Luís; os zagueiros eram chamados de Torres Gêmeas.
Posteriormente ganhou a confiança da torcida santista e passou a ser convocado para a Seleção Brasileira, tornando-se assim um dos ídolos do clube. Por seus fortes chutes em cobranças de falta, Alex acabou recebendo o apelido de Canhão da Vila, alcunha também dada a Pepe, um dos maiores ídolos da história do clube. As boas atuações no futebol brasileiro logo chamaram a atenção dos clubes europeus, o que levou o zagueiro a ser contratado pelo Chelsea em julho de 2004.

### PSV Eindhoven
Após ter assinado com o Chelsea por quatro anos, Alex teve problemas com seu visto no Reino Unido e acabou sendo emprestado para o PSV Eindhoven, onde foi destaque e continuou acumulando gols, títulos e convocações para a Seleção Brasileira. Em 2006, porém, foi cortado da Copa do Mundo FIFA por conta de uma lesão. Nessa época foi elogiado pelo então técnico da Seleção, Carlos Alberto Parreira, que lamentou sua ausência.
O zagueiro deixou o clube holandês ao final da temporada 2006–07, sendo substituído pelo zagueiro brasileiro Marcelo, também formado nas categorias de base do Santos.

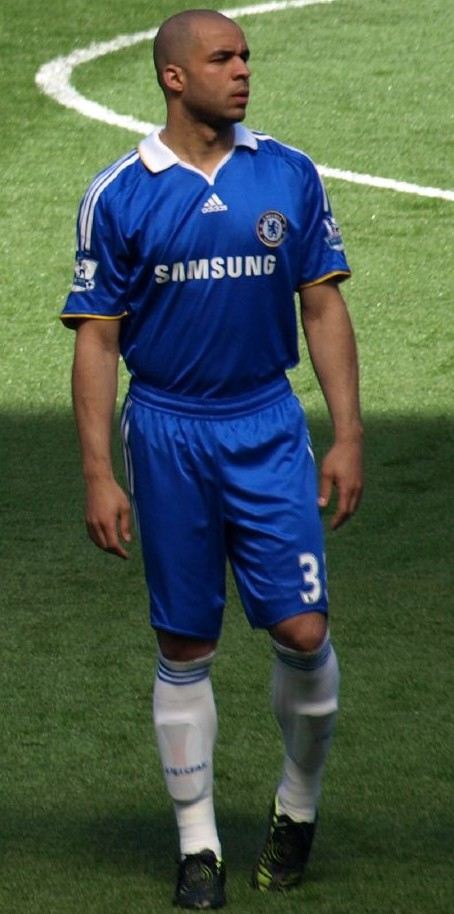
Alex atuando pelo Chelsea em 2008

### Chelsea
Em agosto de 2007, após a regularização do seu contrato e o recebimento do visto, Alex, enfim, pôde atuar pelo Chelsea. O brasileiro logo se adaptou na equipe de José Mourinho e formou um trio de zaga com John Terry e Ricardo Carvalho. Ele continuou mostrando boas atuações e fazendo gols em chutes fortes e cabeceios certeiros, no entanto, devido a uma série de lesões, ficou fora da Copa do Mundo FIFA de 2010.
Após a chegada do zagueiro David Luiz em janeiro de 2011, Alex perdeu espaço na equipe. Depois de especulações sobre um possível empréstimo para a Juventus, ele acabou sendo negociado em definitivo com o PSG, da França. No total, o brasileiro disputou 134 jogos e marcou 10 gols pelos Blues.

### Paris Saint-Germain

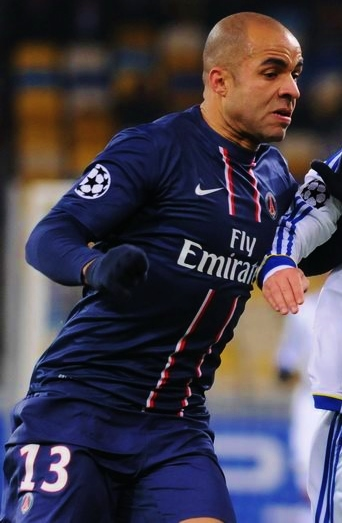
Alex atuando pelo PSG em 2012

No dia 27 de janeiro de 2012, Alex foi anunciado pelo Paris Saint-Germain por 4,2 milhões de euros. No clube francês ele reencontrou seu ex-técnico Carlo Ancelotti, com quem já havia trabalhado no Chelsea. Em sua apresentação, Alex declarou publicamente que a razão para sair do Chelsea foi que André Villas-Boas, técnico do clube, não lhe tinha dado tempo de jogo suficiente. O zagueiro recebeu a camisa 13, anteriormente usada por Sammy Traoré, e passou a formar dupla de zaga com Thiago Silva.
Alex estreou pelo PSG no dia 12 de fevereiro, em um empate por 0–0 contra o Nice, tendo substituído o lateral-direito Christophe Jallet no intervalo da partida. Na semana seguinte, no dia 19 de fevereiro, o zagueiro marcou seu primeiro gol pelo PSG contra o Montpellier, em um chute de fora da área após a rebatida de uma falta cobrada por Nenê. A partida terminou empatada em 2–2. No dia 8 de abril, contra o Olympique de Marseille, Alex marcou o gol da vitória aos 16 minutos do segundo tempo, fechando o placar em 2–1. Já no dia 6 de novembro, pela Liga dos Campeões da UEFA, contra o Dínamo de Zagreb, Alex abriu o placar na goleada de 4–0. Fez um gol de cabeça no dia 5 de maio de 2013, empatando o jogo para o PSG em 1–1 contra o Valenciennes. Com o empate, o PSG perdeu a chance de ficar com o título antecipado.
No dia 8 de agosto de 2013, Alex marcou o gol do título da Supercopa da França. O zagueiro fez o gol de cabeça aos 49 minutos do segundo tempo, em cobrança de falta do também brasileiro Lucas, e o PSG venceu o Bordeaux de virada por 2–1, no Gabão.

### Milan
Foi anunciado como reforço do Milan no dia 5 de junho de 2014. Alex estreou pelo time rossonero no dia 31 de agosto, contra a Lazio, numa partida vencida por 3–1 pelo time de Milão. Na ocasião, o zagueiro marcou um gol contra a favor da Lazio.

## Seleção Nacional
Alex fez sua estreia pela Seleção Brasileira no dia 17 de julho de 2003, numa derrota por 1–0 contra o México, em jogo válido pela Copa Ouro da CONCACAF. Apesar de ter jogado na equipe Sub-23, o torneio foi reconhecido pela FIFA como internacional.
Ele não foi convocado para a Copa do Mundo FIFA de 2006 devido a uma contusão. No entanto, após a Copa do Mundo, ganhou chances com o novo treinador, Dunga. Viveu seu melhor momento em 2007, sendo titular e atuando em todas as partidas na campanha que terminou com o título da Copa América realizada na Venezuela. Formando uma dupla de zaga segura ao lado de Juan, Alex teve grande atuação na final, uma vitória por 3–0 sobre a arquirrival Argentina. Dois anos depois, o jogador chegou a ser convocado para a Copa das Confederações FIFA de 2009, mas foi cortado por conta de uma cirurgia.
Em 11 de abril de 2010, Alex foi incluído na pré-lista dos que seriam chamados para a Copa do Mundo FIFA de 2010. Porém, acabou não sendo incluso entre os 23 convocados.

## Títulos
Santos
- Campeonato Brasileiro: 2002 e 2004

PSV Eindhoven
- Copa dos Países Baixos: 2004–05
- Eredivisie: 2004–05, 2005–06 e 2006–07

Chelsea
- Copa da Inglaterra: 2008–09 e 2009–10
- Supercopa da Inglaterra: 2009
- Premier League: 2009–10

Paris Saint-Germain
- Ligue 1: 2012–13 e 2013–14
- Supercopa da França: 2013
- Copa da Liga Francesa: 2013–14

Seleção Brasileira
- Copa América: 2007

### Prêmios individuais
- Bola de Prata da revista Placar: 2002 e 2003